# ФК Стярнан
Унгменафелайид Стяртнан (на исландски: Ungmennafélagið Stjarnan, [ˈuŋkmɛnːaˌfjɛːlaijɪθ ˈstjartnan]) е исландски спортен клуб от Гардабайр, известен най-вече с футболния си отбор, който играе в Пепсидейлд карла, най-високото ниво на исландския футбол. Там е от 2008 г., след повече от десетгодишно прекъсване.
Момчетата от Стяртнан добиват голяма световна популярност с артистичните си ликувания след отбелязан гол, имитирайки риболов, раждане, Рамбо и др.

## Успехи
- Урвалсдейлд: (Висша лига)
  -  Шампион (1): 2014
  -  Вицешампион (1): 2016
  -  Бронзов медалист (2): 2013, 2023

- Пепсидейлд карла (Първа дивизия)
  -  Шампион (1): 1989
  -  Второ място (4): 1993, 1995, 1999, 2008

- Купа на Исландия
  -  Носител (1): 2018
  -  Финалист (2): 2012, 2013

- Суперкупа на Исландия
  -  Носител (2): 2015, 2019

## Известни футболисти
- Артноур Гудьонсен